# 戸田幸宏
戸田 幸宏（とだ ゆきひろ、1970年12月19日 - ）は、日本の漫画原作者、テレビプロデューサー、テレビディレクター、脚本家、映画監督。

## 人物
東京都出身。日本大学藝術学部文芸学科卒業。NHKエンタープライズ社会文化部シニア・プロデューサー。
血液型はA型。趣味は映画鑑賞。

## 略歴
書籍・雑誌の編集者として扶桑社および角川書店に勤務しつつ脚本家を目指し、夜を徹して脚本を執筆しさまざまなコンクールに応募するものの落選が続く。1995年に集英社「第1回ヤングジャンプ原作大賞」を受賞し漫画原作者としてデビュー。受賞作が漫画化され掲載されると反響を呼び、続編が連載化される。週刊ヤングジャンプ（集英社）に『暴力の都』（1996年 - 1999年、画：中祥人、全12巻）、週刊モーニング（講談社）に『キマイラ』（2003年 - 2005年、画：八坂考訓、全5巻）を連載する。
フリーライターを経て、WOWOWに入社しテレビプロデューサーに転身。大林宣彦監督によるドラマW『理由』（2004年、原作：宮部みゆき）などの企画・製作を手掛ける。
その後NHKエンタープライズに所属し、NHKのドキュメンタリー番組や情報番組などのディレクターをつとめる。
2010年、テレビディレクターとしての職務のかたわらで執筆した『肉体の悪魔』が「MONO-KAKI大賞」シナリオ部門にて大賞（第一回神保町花月脚本賞）を受賞し、翌2011年10月に神保町花月で上演された。また、2012年には『最後の仕事』が「第12回テレビ朝日21世紀新人シナリオ大賞」で大賞を受賞し、2014年1月にテレビ朝日系でテレビドラマ化された。
2013年、NHKのドキュメンタリー番組の企画として“障害者の性”を題材に取材したが実現に至らず、フィクションの形式で映像化することを決意した。週末と有給休暇を使って自己資金で撮影し、自主製作映画にして初監督作品『暗闇から手をのばせ』を完成させる。自主製作映画の経験は一切なかったが、「ゆうばり国際ファンタスティック映画祭2013」でオフシアター・コンペティション部門グランプリとメディア、興行側が選ぶ「シネガーアワード」で2冠に輝いた。
2014年12月放送のプレミアムドラマ『ナンシー関のいた17年』でテレビドラマ初演出。現在はテレビドラマの脚本・演出を担当する。

## 作品

### 漫画原作
- 暴力の都（1996年 - 1999年、画：中祥人、全12巻）
- キマイラ（2003年 - 2005年、画：八坂考訓、全5巻）

### テレビドラマ
- カノン（2002年1月2日、WOWOW） - アシスタントプロデューサー
- センセイの鞄（2003年2月16日、WOWOW） - プロデューサー補
- 理由（2004年4月29日、WOWOW） - プロデューサー
  - 理由 日テレヴァージョン（2005年11月8日、日本テレビ） - プロデューサー
- 忘れないで夢を〜漫画家やなせたかしと妻・暢（のぶ）〜（2013年1月12日、NHK BSプレミアム） - 脚本・ディレクター
- 現代の妖怪（2013年8月19日 - 9月、NHK Eテレ） - 脚本
- 劇作家・井上ひさし 誕生の物語（2013年12月15日、NHK BSプレミアム） - 共同脚本
- 最後の仕事（2014年1月12日、テレビ朝日） - 脚本
- きっと役立つ? 危機回避術 温水★危機一髪!（2014年3月17日、NHK総合） - ドラマパート脚本
- Lost in Tokyo（2014年3月30日、NHK総合） - 脚本
- ナンシー関のいた17年（2014年12月14日、NHK BSプレミアム） - 脚本・演出
- 忌野清志郎 トランジスタ・ラジオ（2015年5月3日、NHK BSプレミアム） - 脚本・演出
  - 完全版 忌野清志郎 トランジスタ・ラジオ（2015年12月27日、NHK BSプレミアム） - 脚本・演出）
- ジャングル・フィーバー（2016年1月11日、NHK BSプレミアム） - 作
- 漱石先生を待ちながら（全4話）※テレビ版・WEB版（2016年10月12日 - 10月14日、NHK総合） - 脚本・演出
- スペシャルコント 志村けん in 探偵佐平60歳（2018年1月2日、NHK総合） - 共同脚本
- 弟の夫（2018年3月、NHK BSプレミアム） - 脚本・共同演出
- カラスになったおれは地上の世界をみおろした。(2018年11月10日、NHK BSプレミアム）- 脚本・演出
- ＮＨＫスペシャル「東京ミラクル」第一集 美食の街 受け継がれる“築地の魂”（2019年1月13日、NHK総合）- ドラマパート脚本・演出
- コンとコトン コントやっちゃいましたＳＰ（2019年2月15日、NHK総合）- コント演出
- 山本周五郎ドラマ さぶ（2020年1月11日、NHK BSプレミアム） - 脚本・演出
- 56年目の失恋（2020年7月11日、NHK BSプレミアム） - 脚本・演出

### 映画
- 理由（2004年12月18日 、アスミック・エース） - プロデューサー
- 暗闇から手をのばせ（2013年3月23日、SPOTTED PRODUCTIONS） - 製作・脚本・監督
- あなたもまた虫である（2014年） - 製作・脚本・監督 ※未公開

### 舞台
- 肉体の悪魔（2011年10月、神保町花月） - 脚本

## 出演

### ラジオ
- 聞いて聞かせて〜ブラインド・ロービジョン・ネット〜(NHKラジオ第二)ミニ特集・映画「暗闇から手をのばせ」戸田幸宏監督に聞く

## 受賞
- MONO-KAKI大賞 シナリオ部門 大賞（第一回神保町花月脚本賞）（『肉体の悪魔』）
- 第12回テレビ朝日21世紀新人シナリオ大賞（『最後の仕事』）